# FKヨナヴァ
FKヨナヴァ（FK Jonava）は、リトアニアのカウナス郡ヨナヴァをホームタウンとするサッカークラブである。1991年創設。

## 歴史
1991年に創設された。クラブの前身は1946年に創設されたスパルタカス・ヨナヴァ (Spartakas Jonava) である。1994年までジャルギリス (Žalgiris)、バルディニンカス (Baldininkas)、コーペラティニンカス (Kooperatininkas)、スタティーバ (Statyba)、アゾータス (Azotas)、アヒェマ＝リエタヴァ (Achema-Lietava) などの名前で呼ばれ、最終的にヨナヴァ市内を流れる川の名前に由来するリエタヴァ (Lietava) に改称された。
1993年、1999年、2012年にセカンドディビジョンで優勝した。1999年にはロコモティーヴァス・ヴィリニュスとの入れ替え戦に出場したが、2試合合計スコア4-5で敗れてトップディビジョン昇格を逃した。
2015年にIリーガで優勝してAリーガに昇格した。
2016年にヨナヴァのサッカークラブとして27年ぶりにトップディビジョンに参加し、Aリーガで6位の成績を残した。
2017年2月6日にリエタヴァからヨナヴァ (Jonava) に改称することを発表し、2月13日にリトアニアサッカー連盟 (LFF) の執行委員会でチーム名の変更が承認された。2月15日にチームの新しいロゴ候補の4作品が発表された。クラブのメインカラーである青色は受け継がれ、ヨナヴァ市のシンボルである白鳥が描かれた。2月24日にファン投票により、チームの新しいロゴが決定された。ロゴにはサッカーボールと白鳥が描かれている。候補作品からはクラブカラーに合わせて配色が変更され、クラブの設立年も追加された。同年にAリーガで4位の成績を残した。
2018年にAリーガで最下位に終わった。
2019年2月28日に開催されたLFFアピールクラブライセンス委員会では財務関連の書類を提出しなかったため、Iリーガのライセンスを付与されなかったが、3月15日に開催されたLFF執行委員でIリーガのライセンスが発行された。
2020年にIリーガで優勝したネヴェージス・ケダイネイ、2位のヘゲルマン・リタウエンに次ぐ3位の成績を残した。その一方で、同年8月2日にマジェイケイで開催されたIリーガのアトモースフェラ・マジェイケイ戦（ヨナヴァが2-1で勝利）について八百長疑惑で調査を受けたが、犯罪行為が行われた証拠は見つからず、調査は終了した。
2021年2月18日に開催されたLFF執行委員会でAリーガに参加する9チームが承認され、最後の10チーム目としてヨナヴァとダイナヴァ・アリートゥスが候補に挙がったが、2月23日に開催されたLFF緊急委員会のメンバーによる投票で、ダイナヴァ・アリートゥスがAリーガに参加することが承認された。
2021年はIリーガ首位で迎えた最終節にシャウレイに0-1で敗れたことにより、シャウレイに勝ち点で追い付かれ、首位タイでレギュラーシーズンを終えた。両チームはAリーガに昇格する権利を獲得した。Iリーガのレギュレーションにより、追加で優勝決定戦が中立地ケダイネイで開催されることになった。同年10月29日に優勝決定戦が行われ、ヨナヴァは0-0からのPK戦でシャウレイに3-4で敗れてリーグ優勝を逃した。

## タイトル
- Iリーガ：4回
  - 1993, 1999, 2012, 2015

## 歴代監督
- ロベルタス・ポシュクス 2016

## 歴代所属選手
- タダス・エリョシュス 2015-2018, 2020-
- アレクサンダル・シュシュニャル 2016
- サヴィオ・ヌセレコ 2016
- アルーナス・クリマヴィチュス 2018